# Hydraena cordata
Hydraena cordata är en skalbaggsart som beskrevs av Ludwig Wilhelm Schaufuss 1883. Hydraena cordata ingår i släktet Hydraena och familjen vattenbrynsbaggar. Inga underarter finns listade i Catalogue of Life.